# Marco Antonio Simas
Marco Antonio Simas (Nepomuceno, 26 de outubro de 1955) é um escritor, cineasta e roteirista brasileiro. Em 1978 mudou-se para o Rio de Janeiro. Cursou Publicidade e Propaganda na FACHA (Faculdades Integradas Hélio Alonso, Rio de Janeiro, entre 1978 a 1981.

## Carreira
Começou sua carreira profissional como fotógrafo still em 1975. Em 1977 fez seu primeiro filme Biribiri, um documentário sobre uma vila operária perto de Diamantina, Minas Gerais. Em 1979 fez uma adaptação, para curta-metragem, do poema de Carlos Drummond de Andrade, Pedra no Caminho.
Foi diretor-assistente em filmes como: Jorge, um brasileiro e Villa-Lobos, uma vida de paixão. Na televisão trabalhou como diretor, roteirista e editor nas TVs Educativa e MultRio. Dirigiu os programas Imagens da História, na TVE e vários na MultRio. Atualmente, atende produtoras de audiovisual. Divide suas experiências no cinema e na literatura realizando oficinas de roteiro e de escrita criativa. Atuou como professor de roteiro e direção cinematográfica na Faculdade de Cinema da Universidade Estácio de Sá, entre 2007 e 2012. 
Como roteirista e diretor, realizou vários filmes de curta-metragem, entre eles, os premiados Um dia... Maria, 1986, Solo do Coração, 1987 e Com o andar de Robert Taylor (1988).
Em 2000 criou a primeira série de ficção para a internet: A vida é dura 
Em 2007 publicou seu primeiro livro Barbara não quer perdão, um romance policial, com o que fala sobre o embate entre um delegado de polícia e uma misteriosa loira. O Último Trem, livro publicado em 2010 é um romance ambientado nos anos 90 que abrange o panorama político-econômico do governo Collor e o fim da Embrafilme. Em 2015 publicou um thriller arrebatador, Identidade que está na sua terceira edição e faz parte da trilogia Aqui estamos nós que será lançada esse ano pela Liber Editora.  

## Publicações
- Barbara não quer perdão- Romance | Editora Bagatela (Rio de Janeiro, 2007) – Brasil
- O último Trem - Romance | Editora Vieira & Lent (Rio de Janeiro, 2010) - Brasil
- Aqui estamos nós - Identidade - Thriller | Editora Chiado – segunda edição (Lisboa, 2015) – Portugal
- Aqui estamos nós - Identidade - Thriller | Editora Orago –  primeira edição (Rio de Janeiro) – Brasil
- Recado para Barbara - Thriller - (Rio de Janeiro, 2021) - Brasil
- Retrato de Guerra - Romance investigativo - (Rio de Janeiro, 2021) - Brasil

## Filmografia
- 1977-  Biribiri – 16mm – documentário (sobre vila operária têxtil no interior de Minas Gerais)
- 1978 - O que vem do céu - 16mm – documentário (filme experimental sobre meteoro caído na região da grande Belo Horizonte)
- 1979 - Pedra no caminho – 35mm – ficção (adaptado do poema de Carlos Drummond de Andrade)
- 1980 – Câmera Baixa – 35mm – documentário (sobre as dificuldades encontradas no mobiliário urbano, para quem está fora do padrão)
- 1986 – Um dia... Maria – 35mm – ficção (alegoria sobre o golpe militar de 1964)
- 1987 – Solo do Coração – 35mm – docudrama  (sobre a Orquestra Ribeiro Bastos de São João del Rei)
- 1988 - Com o andar de Robert Taylor – 35mm – ficção (adaptado do conto de Roberto Drummond)

### Participações
- Produtor Executivo de O GERENTE, de P.C. Saraceni em 2009
- Diretor Assistente – VILLA-LOBOS, de Zelito Viana, 1997/1998
- Diretor de Prod. em O DESTINO DE SARAH, de Alexandre Morucci 1992/93
- Assistente de Direção no filme JORGE UM BRASILEIRO, de Paulo Thiago, 1987
- Diretor de Prod. em A FACA E O QUEIJO, de Leonel Combecau, 1983
- Assistente de Prod. em A DANÇA DOS BONECOS, de Helvécio Ratton, 1986

## Prêmios e Festivais

### Com o andar de Robert Taylor
- Premio Augusta José Farinha Melhor Curta-Metragem, 11º Festival BRAGACINE – Portugal – 2013
- Prêmio de Melhor Direção - Rio Cine Festival, 1988
- Prêmio de Melhor Ator - Rio Cine Festival, 1988
- Prêmio de Melhor Fotografia - Rio Cine Festival, 1988
- Prêmio de Melhor Música - Rio Cine Festival, 1988
- Festival de Brasília, 1988
- Festival de Havana (Cuba), 1988
- Fest Rio, 1988
- Festival de Oberhausen (Alemanha), 1989
- Selecionado entre os Melhores Filmes de Curta Metragem dos Anos 80, pela crítica especializada.

### Solo do Coração
- Jornada de Salvador, 1988
- Festival de Brasília, 1988

### Um dia Maria
- Prêmio de melhor Atriz - Festival de Gramado, 1987
- Prêmio de Melhor Ficção - Jornada de Salvador, 1987
- Rio Cine Festival, 1987
- Festival de Oberhausen (Alemanha), 1987
- Festival de Melbourne (Austrália), 1988

### Câmera Baixa
- Festival de Brasília, 1981

### Pedra no caminho
- Mostra de Cinema Independente de Belo Horizonte, 1980.

## Redes Sociais
- https://www.facebook.com/marco.simas.5
- https://www.instagram.com/marco_simas_escritor/